# Monroe megye (Missouri)
Monroe megye az Amerikai Egyesült Államokban, azon belül Missouri államban található. Megyeszékhelye Paris, legnagyobb városa Monroe City. Lakosainak száma 8666 fő (2020. április 1.). Monroe megye Shelby, Ralls, Audrain, Marion, Randolph és Macon megyékkel határos.

## Népesség
A megye népességének változása:
| Lakosok száma | 8789 | 8708 | 8707 | 8774 | 8583 | 8666 |
|               | 2010 | 2011 | 2012 | 2013 | 2015 | 2020 |